# Talana
Talana (en sard, Talana) és un municipi italià, dins de la província de Nuoro. L'any 2007 tenia 1.129 habitants. Es troba a la regió del'Ogliastra. Limita amb els municipis de Baunei, Lotzorai, Orgosolo (NU), Triei, Urzulei i Villagrande Strisaili.

## Administració
| Període | Identitat    | Partit        |
| ------- | ------------ | ------------- |
| 2005-   | Franco Tegas | Llista Cívica |